# Tiko
Tiko é uma cidade e porto localizado no sudoeste dos Camarões, na província de Sudoeste.